# Garrapata Dos
Garrapata Dos är en ort i Mexiko.   Den ligger i kommunen Tantoyuca och delstaten Veracruz, i den sydöstra delen av landet, 230 km norr om huvudstaden Mexico City. Garrapata Dos ligger 163 meter över havet och antalet invånare är 186.
Terrängen runt Garrapata Dos är huvudsakligen platt. Garrapata Dos ligger uppe på en höjd. Runt Garrapata Dos är det ganska tätbefolkat, med 72 invånare per kvadratkilometer. Närmaste större samhälle är Tantoyuca, 10,0 km öster om Garrapata Dos. Trakten runt Garrapata Dos består till största delen av jordbruksmark.